# Conway Twitty
Harold Lloyd Jenkins (Friars Point, 1 september 1933 – Springfield (Missouri), 5 juni 1993), beter bekend onder zijn pseudoniem Conway Twitty, was een Amerikaans countryzanger. Zijn nummer It's Only Make Believe uit 1958 bereikte het meeste publiek. In 1965 schakelde hij van rock-'n-roll over op country. In dat genre werd hij een van de populairste zangers: in de countryhitlijst van Billboard scoorde hij tussen 1968 en 1986 veertig nummer 1-hits, waaronder vijf duetten met Loretta Lynn. Jarenlang had hij het record van meeste countrynummer 1-hits, totdat George Strait dit in 2006 verbrak.
Op dit moment is er in de Verenigde Staten van Amerika een opleving van de interesse voor de muziek van Twitty. Dit is te danken aan de vele keren dat er humoristische hommages aan hem te zien zijn in de populaire animatieserie Family Guy. In de aflevering The Juice Is Loose is zelfs een live-registratie van het nummer I See the Want To in Your Eyes van begin tot eind opgenomen.

## Biografie
Twitty werd geboren als Harold Lloyd Jenkins, zoon van een stuurman van een veerboot op de Mississippi. Hij werd genoemd naar de Amerikaanse acteur Harold Lloyd. Op 4-jarige leeftijd kreeg hij van zijn grootvader zijn eerste gitaar en tegen de tijd dat hij 10 was en het gezin naar Helena, Arkansas was verhuisd, zat hij in zijn eerste band: The Phillips County Ramblers. Als tiener preekte hij af en toe tijdens vieringen in de kerk en overwoog hij om predikant te worden. Daar zag hij later van af. Een andere hobby van Jenkins was honkbal.
Nadat hij in 1951 zijn highschool had afgerond, boden de Philadelphia Phillies hem een contract aan, maar hij moest zijn dienstplicht vervullen. In Japan, waar hij gelegerd was, vormde hij de band The Cimmarons, waarmee hij optrad in Japanse clubs. Toen hij terugkwam in de Verenigde Staten werd hij opnieuw uitgenodigd om bij The Phillies te spelen. Nadat hij het nummer Mystery Train van Elvis Presley hoorde, wist hij echter zeker dat hij een muziekcarrière wilde. Hij schreef een aantal rock-'n-rollnummers en een van The Cimmarons bracht Jenkins in contact met manager Don Seat. Hij raadde Jenkins aan een artiestennaam te nemen. Jenkins koos de naam Conway Twitty, naar twee dorpen die hij op een wegenkaart had zien staan: Conway (Arkansas) en Twitty (Texas). Met deze artiestennaam regelde Seat een platencontract bij Mercury Records. Na enkele opnames in de Sun Studio – en drie geflopte singles – ging Twitty naar MGM. Daar bracht hij in 1958 het nummer It's Only Make Believe uit.
It's Only Make Believe betekende de doorbraak voor Twitty. In het najaar van 1958, bijna een jaar na het uitbrengen van de single, stond het twee weken op de eerste plaats in de Billboard Hot 100. Sommige luisteraars geloofden dat dit nummer door Elvis Presley werd gezongen, vanwege de gelijkenis van de stemmen van Twitty en Presley. In de jaren daarna had Twitty succes met nummers als The Story of My Love, Mona Lisa, Danny Boy, Lonely Blue Boy, What Am I Living For en C'est si bon (It's So Good). Hiervan was de Nat King Cole-cover Mona Lisa de enige die in Nederland en Vlaanderen doorbrak, maar in zijn thuisland kon hij het succes van It's Only Make Believe niet evenaren.
Desondanks bleef hij als rock-'n-rollartiest populair. Zo speelde hij in 1960 in de films Sex Kittens Go to College, Platinum High School en College Confidential. Daarnaast werd Twitty dermate geassocieerd met rock-'n-roll, dat hij datzelfde jaar model stond voor het personage Conrad Birdie in de Broadwaymusical Bye Bye Birdie en de gelijknamige film. Aanvankelijk was hij zelf voor deze rol gevraagd, maar hij liet dit aan zich voorbijgaan, omdat hij zich liever op muziek richtte dan op film en theater. Twitty was niet gelukkig met zijn stempel als rock-'n-rollartiest, hij wilde liever country zingen. Twitty liep met de gedachte om onder de naam Conway Twitty rock-'n-roll te blijven spelen en onder zijn echte naam Harold Jenkins countrymuziek op te nemen. Na 1961 daalde echter zijn populariteit. Nadat hij in de zomer van 1965 al 3½ jaar geen hit meer had gehad, liep hij tijdens een optreden van het podium en keerde vanaf toen de rock-'n-roll de rug toe om zich op country te richten.
Aanvankelijk had Twitty moeite om succesvol te worden in de countryscene vanwege zijn image als rock-'n-rollzanger. In 1968 scoorde hij echter een nummer 5-hit in de countryhitlijst met Image of Me en brak daarna definitief door met zijn eerste countrynummer 1-hit The Next Line. Hij groeide uit tot een van de succesvolste countryartiesten. In de volgende achttien jaar had hij in totaal 40 nummer 1-hits in de countrylijst, op dat moment een record. Tussen 1971 en 1981 waren zijn duetten met countryzangeres Loretta Lynn succesvol.
In 1982 opende Twitty in Hendersonville, Tennessee de toeristenattractie Twitty City, waar hij zelf met zijn vrouw, moeder en vier kinderen woonde. Op het perceel van 3½ hectare lagen onder andere zijn bedrijf Conway Twitty Enterprises, een souvenirwinkel, een museum over Twitty en een natuurpark. In Twitty City werden jaarlijks kerstvoorstellingen met lichtshows gegeven. Na de dood van Twitty werd Twitty City verkocht en anno 2008 is het een organisatieplaats voor christelijke muziekconcerten.
In 1993 overleed hij op 59-jarige leeftijd aan een aneurysma van de aorta in de buik, nadat hij een dag eerder na een optreden onwel was geworden.

## Erkenning
In 1972 kreeg het duo een Grammy Award voor beste vocale 'country performance' door een duo of groep, voor het nummer After the Fire Is Gone. Ondanks zijn commerciële succes scheen dit zijn enige Grammy te worden, totdat in 1999 Hello Darlin' uit 1970 werd opgenomen in de Grammy Hall of Fame. Verder sleepte hij in de jaren '70 en '80 een aantal American Music Awards en Country Music Association Awards in de wacht.
Twitty zelf werd opgenomen in de Rockabilly Hall of Fame, de Mississippi Musicians Hall of Fame, in 1990 in America's Old Time Country Music Hall of Fame, in 1993 in de Nashville Songwriters Hall of Fame en in 1999 in de Country Music Hall of Fame.
In de zomer van 2008 werd gewerkt aan een musical over het leven van Conway Twitty.

## Discografie

### Singles
| Single met hitnotering(en) in oude hitlijsten | Datum van verschijnen | Datum van binnenkomst | Hoogste positie | Aantal maanden | Opmerkingen | Bron                 |
| --------------------------------------------- | --------------------- | --------------------- | --------------- | -------------- | ----------- | -------------------- |
| Mona Lisa                                     |                       | okt 1959              | 20              | 1M             |             | Muziek Parade Top 20 |
| Mona Lisa                                     |                       | nov 1959              | 11              | 1M             |             | Muziek Expres Top 15 |
| Mona Lisa                                     |                       | dec 1959              | 16              | 1M             |             | Muziek Parade Top 20 |
| Mona Lisa                                     |                       | jan 1960              | 14              | 1M             |             | Muziek Expres Top 15 |

| Single met hitnotering(en) in de Vlaamse Ultratop 50 | Datum van verschijnen | Datum van binnenkomst | Hoogste positie | Aantal weken | Opmerkingen           |
| ---------------------------------------------------- | --------------------- | --------------------- | --------------- | ------------ | --------------------- |
| Mona Lisa                                            |                       | okt 1959              | 3               |              | in de Juke Box Top 20 |

### De 40 nummer 1-hits in Billboard Hot Country Songs
- Next in Line (1968)
- I Love You More Today (1969)
- To See My Angel Cry (1969)
- Hello Darlin' / Fifteen Years Ago (1970)
- After the Fire Is Gone (met Loretta Lynn) (1971)
- How Much More Can She Stand (1971)
- Lead Me On (met Loretta Lynn) (1971)
- (Lost Her Love) On Our Last Date (1972)
- I Can't Stop Loving You (1972)
- She Needs Someone to Hold Her (When She Cries) (1972)
- Louisiana Woman, Mississippi Man (met Loretta Lynn) (1973)
- You've Never Been This Far Before (1973)
- There's a Honky Tonk Angel (Who'll Take Me Back In) (1973)
- As Soon as I Hang Up the Phone (met Loretta Lynn) (1974)
- I See the Want To in Your Eyes (1974)
- Linda on My Mind (1974)
- Touch the Hand (1975)
- Feelins' (met Loretta Lynn) (1975)
- This Time I've Hurt Her More Than She Loves Me (1975)
- After All the Good Is Gone (1976)

- The Games That Daddies Play (1976)
- I Can't Believe She Gives It All to Me (1976)
- Play Guitar Play (1977)
- I've Already Loved You in My Mind (1977)
- Don't Take It Away (1979)
- I May Never Get to Heaven (1979)
- Happy Birthday Darlin' (1979)
- I'd Love to Lay You Down (1980)
- Rest Your Love on Me (1981)
- I Am the Dreamer (You Are the Dream) (1981)
- Tight Fittin' Jeans (1981)
- Red Neckin' Love Makin' Night (1981)
- The Clown (1981)
- Slow Hand (1982)
- The Rose (1983)
- Somebody's Needin' Somebody (1984)
- I Don't Know a Thing About Love (The Moon Song) (1984)
- Ain't She Somethin' Else (1984)
- Don't Call Him a Cowboy (1985)
- Desperado Love (1986)

Daarnaast had Conway Twitty één nummer 1-hit in de Billboard Hot 100 in 1958 met It's Only Make Believe.